# Журнал за наука, занаят и търговия
„Журна̀л за нау̀ка, заная̀т и търговѝя“ е първото българско икономическо списание. Издавано е в Пловдив през 1862 г.
Редактор на списанието е д-р Иван Богоров. В него се настоява за развитие на националната промишленост на България за подобряване на материалното положение на народа. В програмната статия „Изобще за наука, занаят и търговия“ и в статията „Слобода на търговията“ се представят икономически идеи, които са близки до позициите на класическата политикономия на Адам Смит и Дейвид Рикардо. В списанието се поместват материали свързани със земеделието, занаятите и търговията.